# Departementstidende
Departementstidende var et dansk tidsskrift som udkom 1848-70 som en fortsættelse af Collegial-Tidende og indeholdt ligesom denne en broget blanding af
oplysninger vedrørende lovgivning og administration.
F.eks. indeholdt det de af regeringen for Rigsdagen fremsatte lovforslag med motiver, de vedtagne love, et udvalg af ministerielle cirkulærer og skrivelser, beretninger fra forskellige offentlige institutioner om deres virksomhed, meddelelser om ledige embeder og embedsbesættelser med videre. 
Departementstidende erstattedes fra 1871 af Lovtidende og Ministerialtidende, hvis område dog i flere henseender er videre, i andre snævrere.